# Козьмодемьяновское
Козьмодемьяновское — село в Кашинском городском округе Тверской области России. 

## География
Село находится в 20 км на север от города Кашина.

## История
В 1868 году в селе была построена каменная Воскресенская церковь с 3 престолами, метрические книги с 1780 года. 
В конце XIX — начале XX века село являлось центром Козьмодемьяновской волости Кашинского уезда Тверской губернии. В 1889 году в селе было 48 дворов, земская школа, трактир; промыслы: батраки, пастухи, портные, сапожники. 
С 1929 года село являлось центром Козьмодемьяновского сельсовета Кашинского района Кимрского округа Московской области, с 1935 года — в составе Калининской области, с 1994 года — центр Козьмодемьяновского сельского округа, с 2005 года — в составе Шепелевского сельского поселения, с 2018 года — в составе Кашинского городского округа.
До 2014 года в селе работала Козьмодемьяновская основная общеобразовательная школа.

## Население
| 1859 | 1889 | 1997 | 2002 | 2010 |
| ---- | ---- | ---- | ---- | ---- |
| 242  | ↗261 | ↘134 | ↘112 | ↘81  |

## Инфраструктура
В селе имеются детский сад, офис врача общей практики, отделение почтовой связи.

## Достопримечательности
В селе расположена недействующая Церковь Воскресения Словущего (1868).